# Course transaméricaine

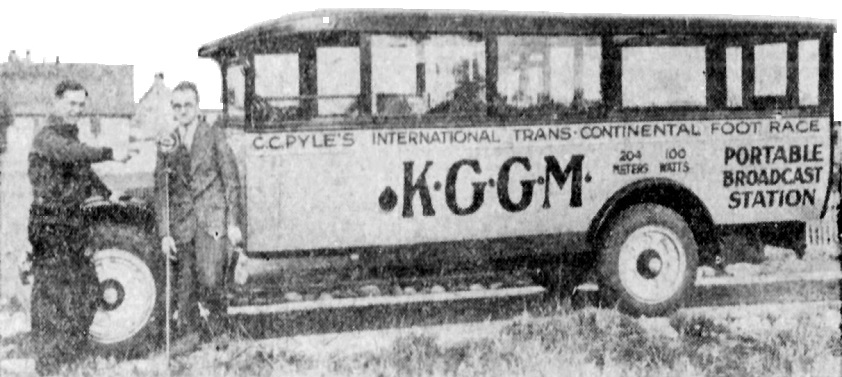
Le bus de la radio KGGM utilisé pour diffuser les résultats de la première course transémaricaine en 1928.

La course transaméricaine (en anglais Trans-American Footrace) désigne plusieurs courses à pied qui se sont déroulées à travers les États-Unis, la première édition ayant eu lieu en 1928.

## Course inaugurale
La première course de ce type s'est déroulée en 1928 et a été appelée Bunion Derby par la presse de l'époque. Elle a été organisée pour promouvoir la U.S. Route 66 qui venait d'être inaugurée mais qui était alors méconnue des américains. L'idée avait été lancée lors d'un banquet à Oklahoma City et reprise par C. C. Pyle, un agent de sportifs qui s'occupait entre autres de Suzanne Lenglen. La National US 66 Highway Association participe au financement de l'évènement, et un prix de 25 000 dollars américains (
372238 dollars actuels) est promis au vainqueur de l'épreuve.
La première course part de Los Angeles le 4 mars 1928, avec 275 concurrents de toute nature, des sportifs comme Arthur Newton qui détenait le record sur 100 miles ou Charley Hart qui avait battu un cheval sur une course de six jours, mais aussi des amateurs.
La course est remportée par Andy Payne, un amateur originaire de l'Oklahoma, en 84 jours pour les 5 500 km séparant Los Angeles de New York. Seuls 55 concurrents ont terminé la course.
Une deuxième édition a eu lieu en 1929 de New York vers Los Angeles. Un coureur comme Harry Abrams est devenu célèbre pour avoir participé aux deux courses en 1928 et 1929, étant le seul à avoir traversé le pays dans les deux sens.
L'édition de 1929 est avec ses 5 720 km à ce jour la course à pied en ligne la plus longue du monde.

## Courses récentes
À l'occasion du 66e anniversaire de la Route 66 l'idée de la course est relancée en 1992.
La course entre la côte ouest et la côte Est s'est déroulée à plusieurs reprises dans les années 1990, organisée par Jessie Dale Riley et Michael Kenney entre 1992 et 1995, puis par Alan Firth entre 2002 et 2004 sous le nom « Run Across America ».
En 2012, John Pyle a terminé la course entre San Francisco et Key West en 83 jours entre le 29 février et le 20 mai.
En août 2012, Mike Samuelson a parcouru les 5 316 km en 719 heures de course, sur 80 jours.

## Tableau des résultats
| Année | Nom                             | Parcours                                                                         | Vainqueur      | Distance   | Durée                          | # concurrents | # finisseurs |
| ----- | ------------------------------- | -------------------------------------------------------------------------------- | -------------- | ---------- | ------------------------------ | ------------- | ------------ |
| 1928  | Bunion Derby                    | Los Angeles - New York                                                           | Andy Payne     | 5 507 km   | 573 h 04 min 34 s sur 84 jours | 199           | 55           |
| 1929  | Bunion Derby                    | New York - Los Angeles                                                           | John Salo      | 5 720 km   | 525 h 57 min 20 s sur 78 jours | 77            | 19           |
| 1992  | Trans America Footrace          | Los Angeles - New York                                                           | David Warady   | 4 724,7 km | 521 h 35 min 57 s sur 64 jours | 28            | 13           |
| 1993  | Trans America Footrace          | Los Angeles - New York                                                           | Ray Bell       | 4 687 km   | 486 h 41 min 08 s sur 64 jours | 13            | 6            |
| 1994  | Trans America Footrace          | Los Angeles - New York                                                           | Istvan Sipos   | 4 708,5 km | 517 h 43 min 02 s sur 64 jours | 14            | 5            |
| 1995  | Trans America Footrace          | Los Angeles - New York                                                           | Dusan Mravlje  | 4 676,9 km | 427 h 59 min 00 s sur 64 jours | 14            | 10           |
| 2002  | Run Across America              | Los Angeles - New York                                                           | Martin Wagen   | 4 964,8 km | 514 h 45 min 05 s sur 71 jours | 11            | 8            |
| 2004  | Run Across America              | Los Angeles - New York                                                           | Bobby Brown    | 4 958,1 km | 510 h 47 min 24 s sur 71 jours | 11            | 6            |
| 2011  | Los Angeles - New York Footrace | Los Angeles - New York                                                           | Rainer Koch    | 5 139 km   | 522 h 55 min 56 s sur 70 jours | 14            | 8            |
| 2012  | Run Across America on Trail     | Parc d'État de Twin Harbors, Washington - Parc d'État de Cape Henlopen, Delaware | Mike Samuelson | 5 316 km   | 719 h 47 min 13 s sur 80 jours | 4             | 2            |